# Dittatura di Primo de Rivera

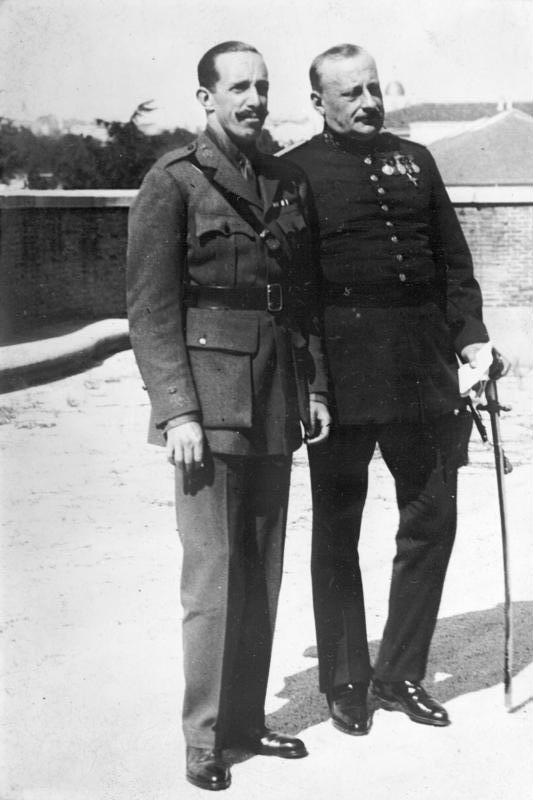
Primo de Rivera (a destra nell'immagine) e re Alfonso XIII di Spagna ritratti nel 1930

La dittatura di Primo de Rivera era un regime autoritario e militare sotto la guida del capitano-generale Miguel Primo de Rivera che governò il Regno di Spagna dal 1923 al 1930. 
Il 15 settembre 1923, Rivera, con l'appoggio del re Alfonso XIII di Borbone, dell'esercito, dei latifondisti, degli industriali e della Chiesa cattolica, prese il potere con un colpo di Stato, sciolse il Parlamento ed insediò un direttorio militare, dopodiché nel 1925 fu nominato formalmente presidente del Consiglio dei ministri continuando il suo regime personale col partito unico dell'Unione Patriottica Spagnola.
Il regime cadde il 30 gennaio 1930, dopo le dimissioni dello stesso Rivera avallate dal re, a causa della persistente crisi economica e della perdita generale degli appoggi sociali e militari.

## Il regime di Rivera
La monarchia spagnola aveva cercato di favorire, fin dai primi anni del Novecento, l'introduzione nel paese di un regime parlamentare moderno dominato da liberali e conservatori, presto scosso da crisi violente come la Settimana tragica a Barcellona, i primi moti separatisti, alcuni attentati allo stesso Alfonso XIII e l'assassinio del ministro José Canalejas Méndez. Le frequenti instabilità convinsero quindi il re ad una linea più autoritaria verso la debole e corrotta democrazia liberale. Stanco di troppi governi effimeri, il 15 settembre 1923 Alfonso XIII accettò il golpe militare del capitano-generale Miguel Primo de Rivera che, ispirandosi alla Marcia su Roma di Mussolini, cancellò senza colpo ferire il regime costituzionale spagnolo. Il dittatore sospese subito la Costituzione del 1876, introdusse la legge marziale, potenziò la censura e iniziò a governare per decreto con il partito unico dell'Unione Patriottica, col sostegno della Chiesa, degli imprenditori e dell'esercito.
Come primo atto, Rivera durante la prima fase del suo regime, quella del Direttorio militare composto da militari e tecnici, tra il 1923 e il 1925 pacificò definitivamente il Marocco spagnolo dopo la guerra del Rif, ristabilì il credito nazionale, portò avanti una politica di lavori pubblici e creò un'atmosfera di euforia economica. La situazione finanziaria però non migliorò, trascinando con sé una crisi sociale, aggravata dall'insubordinazione di alcuni ufficiali dell'esercito e dalla vigorosa ripresa dei separatismi regionali: tutte queste resistenze furono spezzate spesso con la forza. Molti esponenti politici democratici furono anche costretti all'esilio o al confino, come il filosofo Miguel de Unamuno, che venne esiliato in Francia e poi confinato sull'isola di Fuerteventura.
Sotto il Direttorio civile, quello poi durato dal 1925 al 1930, Rivera creò l'Assemblea Nazionale sul modello palese del Gran Consiglio del Fascismo, un nuovo organo consultivo che doveva riunire gli interessi corporativi e sociali, rigettando la promessa di un ritorno al parlamentarismo precedente. In politica estera la Spagna di Rivera strinse ottimi rapporti con l'Italia fascista per ragioni di vicinanza ideologica, proibendo alla stampa qualsiasi critica al regime mussoliniano e, d'altra parte, privilegiò i contatti con le ex colonie americane, promuovendo ad esempio la loro partecipazione all'Esposizione Iberoamericana di Siviglia del 1929; intensificò poi i rapporti commerciali, telegrafici e diplomatici con Cuba, Argentina, Uruguay e Brasile.
Rivera spinse affinché Tangeri fosse annessa al Marocco spagnolo, ma una conferenza con la Francia nel 1927 non riuscì a risolvere la questione, così come neanche un'altra conferenza del 1928 con Francia, Italia e Regno Unito. Tutto ciò che il regime spagnolo ottenne fu l'incarico di pattugliamento della Zona internazionale di Tangeri e il miglioramento della protezione dal traffico di armi nel porto marocchino.
In difficoltà di fronte alla crescente opposizione delle province, della classe operaia, degli intellettuali, ma anche degli industriali, contrari all'interventismo statale nell'economia, Rivera finì col perdere anche l'appoggio dello stesso esercito, con una fallita cospirazione militare a Valencia sempre nel 1929.

## La caduta e le conseguenze
Dopo il crollo di Wall Street nell'ottobre 1929 e al moltiplicarsi delle opposizioni alle sue politiche, Primo de Rivera si dimise il 28 gennaio 1930, su spinta di Alfonso XIII. Questo non bastò a calmare il malcontento popolare e delle opposizioni, tanto che Primo de Rivera si recò in esilio a Parigi dove morì poco dopo, ufficialmente di malattia.
La fine del regime militare portò ad effimeri governi transitori di nomina regia, quelli di Dámaso Berenguer e Juan Bautista Aznar-Cabañas, per guidare il paese nella difficile situazione politica. Frattanto, il 27 agosto 1930 le forze repubblicane spagnole di tutti gli orientamenti siglarono il Patto di San Sebastián, con lo scopo di porre fine alla monarchia in Spagna, ritenuta responsabile di aver permesso l'avvento di una dittatura, la fine delle libertà costituzionali e di aver acuito la crisi sociale ed economica.